# طرح انتقال آب بهشت‌آباد
طرح بهشت‌آباد عنوانی است که برای انتقال آب از استان چهارمحال و بختیاری به استان‌های اصفهان و یزد به کار برده می‌شود. طبق این طرح قرار است نسبت به انتقال سالانه حدود یک میلیارد و صد میلیون مترمکعب، آب به فلات مرکزی ایران اقدام شود.
طرح انتقال آب بهشت‌آباد یکی از طرح‌های بزرگ انتقال میان‌حوضه‌ای محسوب می‌شود که قرار است آب را از استان چهارمحال و بختیاری به استان‌های اصفهان و یزد  انتقال دهد. این طرح در کش‌وقوس قانون گذاری‌ها و تحت فشار افکار عمومی استان‌های خوزستان، چهارمحال و بختیاری و نمایندگان این استان‌ها در مجلس، علی‌رغم تصویب در شورای عالی آب هنوز اجرا نشده است و مردم استان چهارمحال بختیاری و خوزستان به این طرح اعتراض دارند. بیشتر کارشناسان معتقدند اجرای این طرح، به‌طور خاص پیامدهایی منفی بر استان‌های مبدأ و به‌طور عام بر امنیت ملی دارد. کنشگری‌های سیاسی، چالش‌های امنیتی (درگیری‌های قومی)، تنش‌های اجتماعی، اقتصادی و زیست‌محیطی حاصل از مطالعه نکردن و امکان‌سنجی نادرست طرح، از جمله مسائلی هستند که توجیه پذیری اجرای آن را ناموجه جلوه می‌دهند.
طرح بهشت‌آباد با وجود مخالفت برخی از کارشناسان، مسئولان، نمایندگان و مهم‌تر از همه افکار عمومی مردم استان‌های خوزستان و چهارمحال و بختیاری، با فشار مسئولان و نمایندگان استان اصفهان در شورای عالی آب تصویب شد و وزارت نیرو اعلام کرد: در هفته دولت در سال ۱۳۹۰ طرح بهشت آباد کلنگ زنی می‌شود. این طرح در شرایطی تصویب شد که سازمان حفاظت محیط زیست کشور در سال ۱۳۸۶ و مرکز پژوهش‌های مجلس در سال ۱۳۸۷ در گزارشی به شماره ۸۹۳۵ و سازمان مدیریت منابع آب ایران به عنوان متولی آب کشور، به این طرح اشکالات و ایرادات فراوانی گرفتند و آن را تأیید نکردند.
مخالفان این طرح می‌گویند: در این طرح فقط به منافع آن برای استان‌های اصفهان، یزد و کرمان توجه شده و به مصارف استان چهارمحال و بختیاری توجهی نشده است. در پی اعلام خبر کلنگ‌زنی و آغاز به منظور اجرای این طرح، نمایندگان استان چهارمحال و بختیاری در مجلس شورای اسلامی تحصن کردند.

## مشخصات فنی
احداث تونلی به طول حدوداً ۶۵ کیلومتر با قطر شش متر و نیز احداث یک سد مخزنی با حجم یک میلیارد و ۸۰۰ میلیون مترمکعب با ارتفاع ۱۸۴ متر از جمله مشخصات اصلی این طرح است. قرار است که این تونل در اعماق بیش از ۳۰۰ متری اراضی شرق استان چهارمحال و بختیاری احداث شود. ظرفیت انتقال سالانه این تونل حدود یک میلیارد مترمکعب تخمین زده شده است. میزان هزینه این طرح با توجه به نظر سازمان بازرسی کل کشور بیشتر از ده هزار میلیارد تومان می‌باشد.

## دلیل طرح
این طرح در سال ۱۳۸۴ خورشیدی توسطِ مجلس، کد اجرایی خورد. در طرح اولیه، انتقال حدود یک میلیارد متر مکعب آب در دولت هشتم در نظر گرفته شده‌بود. اما با روی کار آمدنِ دولت نهم، این طرح موقتاً متوقف شد. سپس و در جریان مطالعاتِ انجام شده در دوران دولت دهم حجم انتقال آب به ۵۸۰ میلیون متر مکعب کاهش یافت. این طرح سپس توسط مشاورین فرانسوی و اتریشی ارزیابی شد. هدف اولیه از این طرح رفع کمبودِ آبِ آشامیدنی و صنعتیِ استان‌های اصفهان، یزد، کرمان و چهارمحال بختیاری بود. این طرح شامل احداث سد ذخیره‌ای-مخزنی به ارتفاع حدود ۱۸۰ متر در محل تقاطع رودخانه‌های کوهرنگ و بهشت آباد است. حجم مخزن این سد حدود ۱میلیارد و ۸۰۰میلیون متر مکعب است.
هدف این طرح، انتقال غیراصولی و غیر علمی آب چهارمحال و بختیاری به استان‌های اصفهان، کرمان و یزد می‌باشد. احداث غیر منطقی و طبیعت ستیزانه صنایع آب‌بر نظیر ذوب آهن اصفهان(۱۳۴۴)، پالایشگاه اصفهان(۱۳۵۰)، فولاد مبارکه اصفهان(۱۳۶۰) و همچنین کاشت محصولات کشاورزی پرمصرف نظیر برنج لنجان در استان اصفهان، تیر خلاصی به محیط‌زیست استان چهارمحال و بختیاری است.
نخستین بار شاه عباس کبیر در سال ۱۰۲۹ه‍.ق میرجهانگیرخان بختیاری(۱۰۳۷–۹۷۴ه‍.ق) را مأمور الحاق آب کارون به زاینده‌رود نمود و دراین خصوص کوه کارکنان نیز تا حدودی شکافته شد و پایه‌های سدی که بر رودخانه کوهرنگ احداث گردید نیز موجود است ولی با مرگ شاه عباس، این طرح ناتمام ماند. سد تا پل کله تا میزان پنجاه درصد از خروجی سد از بستر رودخانه و پمپاژ آن برای آبیاری برنج، از عوامل هدر رفت آب زاینده‌رود است.
طرح بهشت آباد در حالی است که سازمان حفاظت محیط زیست ایران در سال ۱۳۸۶، مرکز پژوهش‌های مجلس در سال ۱۳۸۷ و سازمان مدیریت منابع آب ایران در تیرماه ۱۳۸۹ به این طرح اشکالات فراوانی گرفتند و آن را تأیید نکردند، زیرا بسیاری از مناطق استان چهارمحال و بختیاری از بی‌آبی رنج می‌برند و حتی در تأمین آب شرب خود با مشکلات بسیاری روبرو هستند. نماینده مردم شهرکرد در مجلس نهم نیز با ایجاد هرگونه تونل یا طرح انتقال آب از استان چهارمحال و بختیاری به شدت مخالفت کرد و گفت: استان چهارمحال و بختیاری با کمبود شدید آب مواجه است و ضروری است تا در ابتدا نیازهای آبی مردم این استان در بخش‌های شرب، کشاورزی و صنعت تأمین شود و سپس اگر آب مازادی باقی ماند آن را به سایر استان‌ها انتقال داد.

## دیدگاه مخالفین طرح
- احداث تونل ۶۵ کیلومتری از عمق بیش از ۳۰۰ متری اراضی شرق استان چهارمحال و بختیاری و تخصیص آب این طرح معادل ۵۸۰ میلیون مترمکعب توسط وزارت نیروابلاغ شده است ولی آمار به هنگام این حوضه و کسر کردن سهم زیست‌محیطی و سهم مصارف استان چهارمحال و بختیاری نشان می‌دهد ظرفیت آب مازاد برای انتقال کمتر از نصف مقادیر تخصیصی است. این مسئله اولین چالش طرح بهشت آباد است و لازم است وزارت نیرو دربارهٔ میزان تخصیص آب داده شده تجدید نظر کند.
- مسئله دیگر احداث تونل بلند ۶۵ کیلومتری بهشت آباد است که با توجه به شرایط منطقه و عبور تونل از گسلهای اصلی منطقه (بویژه ابرگسل زاگرس با عرض حدود یک کیلومتر) که بر چشمه‌ها و منابع آب زیرزمینی منطقه اثرات سوء می‌گذارد و عبور تونل‌های دسترسی (بطول ۱۳ کیلومتر) از آبرفت دشتهای مسیر که موجب خشک یا کم آب شدن چاه‌ها و قنوات و چشمه‌های مسیر می‌گردد (نمونه بارز آن خشک شدن ۲ قنات در چرمهین اصفهان با شروع حفاری تونل از خروجی) که این موارد بجز اثرات منفی حفر تونل بر منابع آب زیرزمینی، موجب افزایش هزینه‌های طرح، غیر اقتصادی شدن آن و طولانی شدن زمان اجرای طرح (بیش از ۳۰ سال در حالت خوشبینانه) می‌گردد.
- حجم مخزن معادل ۱۸۰۰ میلیون مترمکعب در نظر گرفته شد که بسیار بالاتر از نیاز واقعی بوده و این بجز تحمیل هزینه‌های بالا در اجرای سد، به دلیل زیر آب رفتن شهرکاج و روستاهای بهشت آباد و شیخ محمود (با جمعیت بالای ۵۰۰۰ نفر) و مزارع شیلات پرورش ماهی (بیش از ۵۰ مورد) و اراضی کشاورزی منطقه (بیش از ۲۰۰۰ هکتار)، خسارت مخزن را به شدت افزایش داده و زمینه مهاجرت ساکنینی محدوده تحت تأثیر طرح را فراهم و خطر وقوع زلزله القائی در منطقه را به همراه خواهد داشت.
- رئیس دانشگاه جندی شاپور: طبق اخبار واصله برنامه‌ریزی آن‌ها بر روی انتقال ۶ میلیارد متر مکعب آب از سرشاخه‌های کارون در سال است و قصد دارند مشکل آب شرب و کشاورزی فلات مرکزی را برطرف کنند. ما نیز با انتقال آب جهت شرب هیچ مشکلی نداریم اما این سیاست‌ها به گونه‌ای اتخاذ شده که مطمئنیم طرح‌های جدید برای تأمین آب کشاورزی است. این مسئله توجیه اقتصادی ندارد و زیانش بیش از سودش است و بودجه‌های کلان میلیاردی و دلاری می‌طلبد که تنها موجب اتلاف انرژی می‌شود. بنده به عنوان یک متخصص هیدرولوژی حتی اگر خوزستانی هم نبودم و حتی در اصفهان زندگی می‌کردم، مخالف اجرای طرحی هستم که سیاسیون و برخی متخصصین جانبدار و در پی تأمین منافع منطقه‌ای و شخصی آن را طراحی کرده‌اند.
- اگر بخواهیم کل آب شرب فلات مرکزی تا دور افتاده‌ترین نقاط همچون بیرجند و بجنورد را طی ۲۰ سال آینده طبق نرخ رشد جمعیت تأمین نماییم به ۸۰۰ میلیون متر مکعب آب نیاز داریم، در حالی که تنها از سه تونل کوهرنگ ۹۰۰ میلیون متر مکعب آب منتقل می‌شود. طرح بهشت آباد نیز که ابتدا با رقم ۱/۱ میلیارد متر مکعب طراحی شده بود و با اعتراضات صورت گرفته به ۸۰۰–۷۰۰ میلیون متر مکعب کاهش یافت باز هم مطمئنیم که این حجم آب جهت تأمین آب شرب نیست و اهداف دیگری دارد که دلایل مخالفت ما با اجرای این طرح است.

## عوارض و خسارات
- مرکز پژوهش‌های مجلس در مرداد ۱۳۹۱ در گزارشی با شماره مسلسل ۱۲۴۹۲ با عنوان «دربارهٔ انتقال آب بهشت آباد» به بررسی دقیق این پروژه پرداخت. در چکیده این گزارش نوشته شده است: «بررسی سابقه طرح تا به اینجا حاکی از آن است که صدور مجوز تخصیص برای طرح انتقال آب بهشت‌آباد بدون در نظر گرفتن عواقب دقیق آن روی پایین دست حوضه مبدأ صورت گرفته است».[۱۱][۱۲]
- احداث تونل بلند ۶۵ کیلومتری بهشت آباد که با توجه به شرایط منطقه و عبور تونل از گسلهای اصلی منطقه (بویژه ابرگسل زاگرس) که بر چشمه‌ها و منابع آب زیرزمینی منطقه اثرات سوء می‌گذارد و عبور تونل‌های دسترسی (بطول ۱۳ کیلومتر) از آبرفت دشتهای مسیر، که موجب خشک یا کم آب شدن چاه‌ها و قنوات و چشمه‌های مسیر می‌گردد (نمونه بارز آن خشک شدن ۲ قنات در چرمهین اصفهان با شروع حفاری تونل از خروجی) که این موارد بجز اثرات منفی حفر تونل بر منابع آب زیرزمینی، موجب افزایش هزینه‌های طرح، غیر اقتصادی شدن آن و طولانی شدن زمان اجرای طرح (بیش از ۳۰ سال در حالت خوشبینانه) می‌گردد.
- حجم مخزن معادل ۱۸۰۰ میلیون مترمکعب در نظر گرفته شد که بسیار بالاتر از نیاز واقعی بوده و این فرض دست بالا بجز تحمیل هزینه‌های بالا در اجرای سد، به دلیل زیر آب رفتن شهرکاج و روستاهای بهشت آباد و شیخ محمود (با جمعیت بالای ۵۰۰۰ نفر) و مزارع شیلات پرورش ماهی (بیش از ۵۰ مورد) و اراضی کشاورزی منطقه (بیش از ۲۰۰۰ هکتار)، خسارت مخزن را به شدت افزایش داده و زمینه مهاجرت ساکنینی محدوده تحت تأثیر طرح را فراهم و خطر وقوع زلزله القائی در منطقه را همراه خواهد داشت.
- معاون محیط زیست طبیعی و تنوع زیستی سازمان حفاظت محیط زیست ایران نیز با این طرح مخالفت کرد[۱۳]؛ چرا که در این پروژه، نه تنها اصول زیست‌محیطی برقرارکننده تعادل بوم شناختی مناطق مبدأ و مقصد مد نظر قرار نگرفته بلکه تحت تأثیر تصمیماتی غیر فنی و آلوده به سیاست، ملاحظات فنی هم در احداث سد و نحوه انتقال آب رعایت نشده است.
- بر اساس مطالعات به دست آمده است، عامل اصلی وقوع لغزش در منطقه اردل، فشار آب از طریق افزایش سطح آب‌های زیرزمینی یا تماس با آب سطحی است که با احداث سد بهشت‌آباد در این منطقه، تمامی توده‌های مارنی دچار لغزش‌های شدید شده و تمامی منطقه را با کانون‌های جدیدی از لغزش مواجه کرده و حتی میلیاردها تومان هزینه‌های سال‌های گذشته که برای مهار لغزش زمین در این منطقه حساس صورت گرفته بود به هدر رفته و خسارت‌های جبران‌ناپذیری را در تنوع زیستی منطقه، در هر دو حوزه گیاهی و جانوری برجای خواهد گذاشت. البته علاوه بر مشکلات فنی این پروژه، خسارت‌های ناشی از این پروژه در تمامی حوزه‌های زیست‌محیطی، اقتصادی و اجتماعی همواره مورد تأکید نهادهایی مانند مرکز پژوهش‌های مجلس در سال ۱۳۸۷، شرکت مدیریت منابع آب ایران و سازمان حفاظت محیط زیست کشور بوده است.[۱۴][۱۵]

## مخالفت‌ها و اعتراضات

### اعتراضات فروردین ۱۴۰۰
مردم چهارمحال و بختیاری با تأکید بر اینکه طرح‌های انتقال آب دارای مجوز باید اجرا شوند بر عدم اجرای طرح‌های غیرقانونی و مخرب زیست‌محیطی از جمله گلاب و بهشت آباد تأکید کردند. صبح شنبه ۲۸ فروردین‌ماه جمعی از کشاورزان، فعالان محیط زیستی و شهروندان چهارمحال و بختیاری با ایجاد زنجیره انسانی از میدان قمر بنی‌هاشم به سمت فرخشهر، با طرح‌های انتقال آب مخالفت کردند. چندین سال است که طرح‌هایی با عنوان تونل انتقال آب گلاب و بهشت آباد در استان چهارمحال و بختیاری در حال اجرا هست در حالی که هنوز نه مجوزات قانونی را اخذ کرده و نه توجیه کارشناسی دارند، اما با قدرت در حال اجرا هستند. امروز مردم چهارمحال و بختیاری با تأکید بر اینکه طرح‌های انتقال آب دارای مجوز باید اجرا شوند بر عدم اجرای طرح‌های غیرقانونی و مخرب زیست‌محیطی از جمله گلاب و بهشت آباد تأکید کردند.

### اعتراضات آبان ۱۳۹۹
مردم استان چهارمحال و بختیاری در اعتراض به اجرای طرح انتقال آب بهشت آباد زنجیره انسانی تشکیل دادند. این زنجیره انسانی با حضور نزدیک به ۶۰۰ نفر از زنان و مردان استان و با رعایت دستورالعمل‌های بهداشتی، استفاده از دستکش و ماسک و فاصله گذاری اجتماعی از پلیس راه شهرکرد به اصفهان آغاز شده است و تا تونل رخ، به طول چهار کیلومتر ادامه دارد. «تصمیم غلط در حوزه آب یعنی نزاع بین استان‌ها»، «در کنار آب، اما تشنه ایم»، «بهشت آباد یا مرگ چهارمحال و بختیاری» و «طرح بهشت آباد، خط قرمز ماست»، «طرح بهشت آباد نماد یک تبعیض»، «حق خود را می‌گیریم، قاطعانه از تضییع حقوقمان جلوگیری می‌کنیم و در مقابل تخریب محیط زیست و نابودی استانمان می‌ایستیم»، «انتقال آب، مرگ چهارمحال»، «آب تنها دلیل زندگی ماست، ما را از زندگی ناامید نکنید» و «ما که صنعت نداریم، نون از کجا بیاریم» از دیگر دست نوشته و پارچه نوشته‌های شرکت کنندگان در زنجیره انسانی «نه به طرح‌های انتقال آب» است.

### اعتراضات اردیبهشت ۱۳۹۹
روز یکشنبه ۱۴ اردبیهشت ۹۹، شماری از کشاورزان و مردم استان چهارمحال و بختیاری در اعتراض به حفر دو تونل توسط مافیای آب اصفهان و انتقال آب این استان به اصفهان، مقابل سازمان آب شهرکرد دست به تجمع اعتراضی زدند. کشاورزان و مردم معترض، پلاکارد بزرگی در دست داشتند که ضمن دعوت مردم خوزستان به اعتراض، بر روی آن نوشته شده بود: «خوزستان بپا خیز». شهروند معترض خطاب به مقامات گفت: «بمیرم بهتر از این است که آب ما را بگیرند بمیرم به نام و نمیرم به ننگ». در این تجمع که تعدادی از مردم معترض در آن با پوشیدن کفن شرکت کرده بودند، یکی دیگر از تجمع‌کنندگان گفت: به مافیای آب اصفهان اخطار می‌دهیم که قبل از آتش به اختیار عمل کردن مردم چهارمحال، دست از لابی‌گری بردارد.

### اعتراضات فروردین ۱۳۹۳
هزاران نفر از مردم استان چهارمحال و بختیاری با برگزاری تجمع، خواستار توقف عملیات اجرایی این طرح شدند. در این تجمع مردمی نماینده مرم شهرکرد در مجلس گفت: حفر تونل بهشت‌آباد و همچنین گلاب ۲ به روشی غیرکارشناسی و غیراصولی است و هیچگونه مجوز قانونی و ردیف بودجه‌ای برای اجرای این دو پروژه وجود ندارد. سید سعید زمانیان دهکردی افزود: ما از دولت انتظار داریم که قبل از هرگونه خطری جلوی این کارهای خلاف را بگیرد. نمایندگان مردم شهرستان‌های لردگان، کوهرنگ، اردل، فارسان و کیار در مجلس نیز در سخنانی از وزیر نیرو خواستند که هر چه سریع‌تر دستور توقف عملیات اجرایی تونل‌های بهشت‌آباد و گلاب ۲ را صادر کند. نماینده مردم شوش هم اظهار داشت: آیا برای سیراب کردن یک استان باید استان دیگری را تشنه گذاشت؟ این با کدام عقل سلیم جور درمی‌آید؟ اعتراضات مردم و حتی نمایندگان با سانسور شدید شبکه‌های رادیویی و تلویزیونی مواجه شد و برخی خبرگزاری‌ها به‌طور محدود به آن اشاره کردند.

### قطع سخنرانی حسن روحانی در مجلس
در صبح روز ۱۴ آذر ۱۳۹۵ خورشیدی، حسن روحانی برای تقدیم لایحه بودجه به مجلس می‌رود و با اعتراض نمایندگان مردم استان‌های خوزستان و چهارمحال بختیاری در صحن علنی مجلس مواجه می‌شود. نمایندگان این استان‌ها، با حضور در جلوی تریبون مانع از سخنرانی حسن روحانی می‌شوند. پس از وقفه چند دقیقه‌ای در این سخنرانی، علی لاریجانی با دخالت در موضوع و درخواست از نمایندگان، راه را برای ادامه سخنرانی حسن روحانی هموار می‌کند. نماینده مردم اهواز در مجلس نیز اظهار داشت: دفتر ریاست جمهور طی نامه‌ای به وزیر نیرو دستور داده تا به تأمین اعتبار انتقال آب و بحث ساخت تونل بپردازد؛ این بدین معنی است که همه در دولت برای بحث انتقال آب بسیج شده‌اند. نماینده مردم اهواز اضافه کرد: صحیح نیست برای آبادی یک استان، استان دیگری نابود شود، وی خاطرنشان‌کرد: انتقال آب فقط برای آب شرب نیست و میزان انتقال آب گواه این مسئله است که آب برای مصارف دیگر منتقل می‌شود و تنها برای مصرف شرب نیست. اما حتی اگر فقط برای مصرف آب شرب نیز باشد، نمی‌توان یک استان را از آب شرب بی‌بهره کرد تا به استانی دیگر آب شرب رساند.

### راهپیمایی کشاورزان شهرکیان
در مخالفت با تونل ننگین بهشت آباد غیورمردان و بزرگان شهرکیان به ویژه کشاورزان و دامداران با راهپیمایی و بستن جاده‌های شهر، مخالفت شدید خود را علنی و به گوش مسئولان ملی و استانی رساندند.

### تجمع مردم فرخشهر
مردم شهر فرخشهر چهارمحال و بختیاری بعد از ظهر سه شنبه ۶ خرداد ۱۳۹۹ با برپایی تجمع مسالمت‌آمیز در میدان سرداران شهید شهر فرخ‌شهر خواستار توقف اجرای تونل بهشت‌آباد شدند. در این تجمع چند هزار نفری که از سایر شهرهای استان هم در شرکت کرده بودند، چندین نفر از کارشناسان و فعالان حوزه آبی استان، اجرای طرح انتقال آب بهشت آباد را باعث صدمه دیدن منابع آبی، کشاورزی و اقتصادی استان عنوان کردند. در این تجمع مردم با سر دادن شعارهایی خواستار رسیدگی مسئولان به این اقدام غیرقانونی شدند.